# Cháhuac
Cháhuac, también conocida como la Colonia de Cháhuac, es una localidad con la categoría de ranchería  que pertenece al municipio poblano de Domingo Arenas (Puebla), su nombre se deriva de la palabra de origen náhuatl Chiahuac que significa “Lugar lodoso, pantanoso o cenagoso”; se caracteriza por ser una de las 13 localidades del municipio con el mayor número de habitantes después de la cabecera municipal ya que cuenta con 778 habitantes que representan el 11.2% de la población total municipal, además de ser la comunidad más retirada pues se encuentra a 7.5 kilómetros de distancia de la cabecera. El zócalo de la localidad se encuentra a 2294 metros sobre el nivel del mar y se localiza en las coordenadas geográficas 19°6′59.22″ latitud Norte y 98° 25' 23.56 longitud Oeste.
De acuerdo con los datos del censo del 2010 tiene una población total de 778 habitantes, de los cuales 370 son hombres y 408  son mujeres, distribuidos en 178 viviendas.

## Historia
Al finalizar la época prehispánica parte del territorio de la Colonia de Cháhuac se le conoció como Chiahualco y perteneció a la nobleza indígena siendo su principal dueño el tecutli Juan Xuárez que fue el sucesor de Tecayehuatzin y gobernaba Huexotzinco bajo el nombre de Quecéhuatl a la llegada de Hernán Cortés, estas tierras fueron entregadas el 14 de marzo de 1602 a Diego de Bermeo a través de un mandamiento acordado, el 7 de agosto de 1602 Bermeo recibió otras 6 caballerías de tierra al norte de Cháhuac y finalmente el 9 de mayo de 1607 otras 3 caballerías en Cháhuac a través de otra merced.

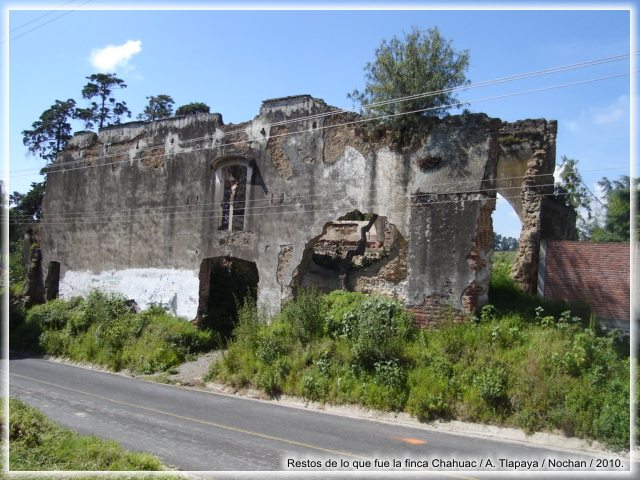
Exhacienda Cháhuac

Durante la época porfirista las tierras de la Colonia Cháhuac formaban parte de la finca Cháhuac, propiedad del burgués Alberto García Granados; en 1911 la finca fue saqueada por rebeldes que se llevaron armas, dinero y otras cosas; en 1912 la hacienda fue tomada por los zapatistas, en 1918 el dueño de la hacienda era Rafael García Granados y fue afectada con más de 200 hectáreas por resolución presidencial para dotar de ejidos al pueblo de San Simón Tlanicontla.

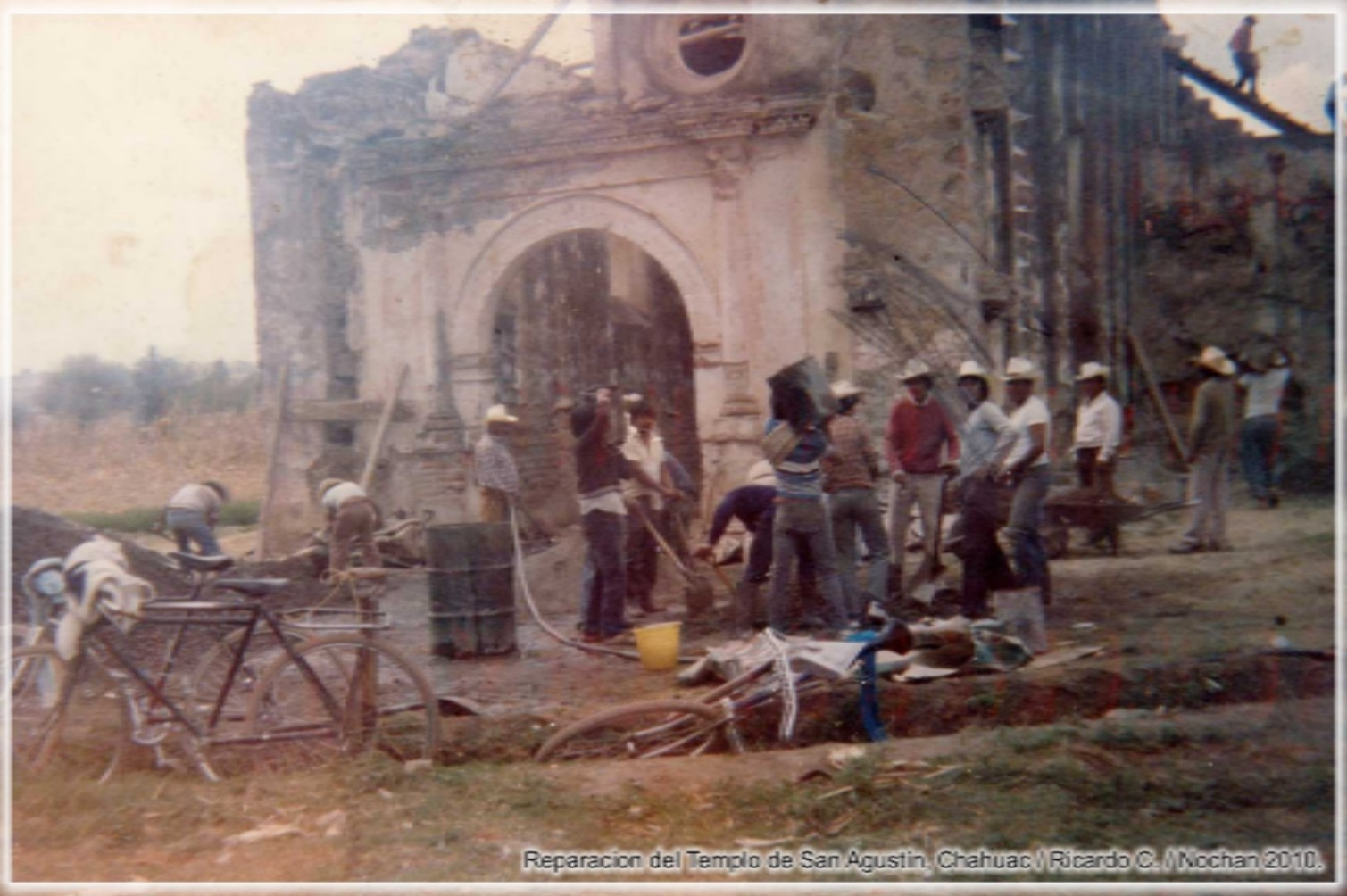
Reparación del Templo de San Agustín Cháhuac.

Con la aplicación del decreto publicado el 10 de febrero de 1939 en el que por primera vez se establecieron los límites entre los pueblos de Xaltepetlapa y Tlanicontla los terrenos de propiedad y ejido de Chahuac, pasaron a depender políticamente del pueblo de Xaltepetlapa, hasta que se derogó este decreto en 1942.

## Regionalización política
La localidad de Cháhuac, al igual que el municipio pertenece a las siguientes regiones:
| Municipio                  | 060, Domingo Arenas                        |
| Distrito Local Electoral   | 8.º, con cabecera en San Andrés Cholula    |
| Distrito Federal Electoral | 5.º, con cabecera en San Martín Texmelucan |
| Región Socioeconómica      | IV, Angelópolis                            |
| Región Sanitaria           | Número 5, con cabecera en Huejotzingo      |
| Región Educativa           | Número 5, con cabecera en Cholula          |
| Distrito Judicial          | VIII, con cabecera en Huejotzingo          |